# 蘭卡斯特縣區 (伊利諾伊州沃巴什縣)
蘭卡斯特鎮區（英語：Lancaster Precinct）是位於美國伊利諾伊州沃巴什縣的一個縣區。

## 地方資料
根據2010年美國人口普查的數據，蘭卡斯特鎮區的面積為53.77平方千米，當中陸地面積為53.77平方千米，而水域面積為0.00平方千米。當地共有人口213人，而人口密度為每平方千米3.96人。